# Сіді-Хассін
Сіді-Хассін — місто в Тунісі. Входить до складу вілаєту Туніс. Станом на 2004 рік тут проживало 79 331 особа.